# Thái Tử Hà
Thái Tử Hà (chữ Hán giản thể: 太子河区, âm Hán Việt: Thái Tử Hà khu) là một quận của địa cấp thị Liêu Dương, tỉnh Liêu Ninh, Cộng hòa Nhân dân Trung Hoa. Quận Thái Tử Hà có diện tích 148 km², dân số 120.000 người. Mã số bưu chính của Thái Tử Hà là 111000. Chính quyền nhân dân quận đóng ở số 57, đại lộ Thanh Niên. Về mặt hành chính, quận Thái Tử Hà được chia ra thành 2 nhai đạo biện sự xứ, 2 hương, 1 trấn. Các đơn vị này lại được chia thành 19 ủy ban xã khu cư, 44 uỷ ban thôn.
- Nhai đạo biện sự xứ: Vọng Thủy Đài, Tân Hoa.
- Trấn: Kỳ Gia.
- Hương: Đông Ninh Vệ, Đông Kinh Lăng.